# Manguinhos
Manguinhos es un barrio de la Zona Norte del municipio de Río de Janeiro, Brasil. Es una zona conocida por albergar el Pabellón Morisco, sede de la Fundación Oswaldo Cruz y uno de los únicos edificios en estilo neomorisco en el país. El barrio también es conocido por sus altos índices de violencia  y por albergar varias favelas. Se ubica cerca del barrio de Bonsucesso, a los márgenes de la Avenida Brasil y de la Línea Amarilla, y esta cruzado por la Avenida Leopoldo Bulhões y por el ramal ferroviario de Saracuruna.
Su índice de desarrollo humano en año 2000 fue de 0,726, el 122º entre las 126 regiones analizadas en ese momento en el municipio de Río de Janeiro.